# Charlottenhof (Arendsee)
Charlottenhof ist ein Wohnplatz der Stadt Arendsee (Altmark) im Altmarkkreis Salzwedel in Sachsen-Anhalt.

## Geografie
Der Charlottenhof, eine kleine Siedlung, liegt etwa einen Kilometer südlich von Arendsee an der Bundesstraße 190.

## Geschichte

### 19. Jahrhundert
Am 22. September 1859 wurde bekannt gegeben, dass der Ökonom Friedrich Georg Gensen aus Arendsee auf seinem Ackerplan ein Gehöft „neu aufgeführt“ hat. Es liegt westlich der Heerstraße von Arendsee nach Kalbe (Milde). Er hat dem  Gehöft den Namen Charlottenhof „beigelegt“, was von der Königlichen Regierung in Magdeburg genehmigt wurde.

### Einwohnerentwicklung
| Jahr | Einwohner |
| ---- | --------- |
| 1871 | 6         |
| 1885 | 5         |
| 1895 | 6         |
| 1905 | 5         |

Quelle:

## Religion
Die evangelischen Christen aus Charlottenhof sind in die Kirchengemeinde Arendsee eingepfarrt.